# Eurycope spinifrons
Eurycope spinifrons är en kräftdjursart som beskrevs av Gurjanova 1933. Eurycope spinifrons ingår i släktet Eurycope och familjen Munnopsidae. Inga underarter finns listade i Catalogue of Life.